# May Who?
May Who? (en tailandés: เมย์ไหน..ไฟแรงเฟร่อ;  Me Nai Fai Raeng Froe) es una película juvenil de comedia romántica tailandesa protagonizada por Sutatta Udomsilp, Thiti Mahayotaruk y Thanapob Leeratanakajorn. La película, producida y distribuida por GMM Tai Hub, fue estrenada en Tailandia el 1 de octubre de 2015.

## Sinopsis
Pong (Thiti Mahayotaruk) es un estudiante de preparatoria a quién le encanta dibujar. Sus actividades diarias las plasma en versiones cómic, haciendo realidad sus fantasías junto a su amor secreto, Ming (Narikun Ketprapakorn), donde ella es siempre la protagonista y él su héroe. Un día, accidentalmente, entrega su cómic al profesor. May Nhai (Sutatta Udomsilp), estudiante quién tiene la capacidad de liberar electricidad cuándo su ritmo cardíaco aumenta, descubre en el cuaderno de Pong el nombre de Ming. Cuándo se revela el contenido del cómic a toda la clase, incluyendo a Ming, Pong intenta vengarse de May, pero resulta noqueado por su capacidad escondida. Pong promete mantener el secreto de May y terminan haciéndose amigos. Después de unos días Pong empieza a animar a May para confesar sus sentimientos por Fame (Thanapob Leeratanakajorn), el chico más popular del colegio, pero ella teme terminar electrocutandolo. Sin embargo a Fame también le gusta May en secreto y la invita a unirse al equipo de relevo. Durante este tiempo, Pong comienza a enamorarse de May, y la convierte en la nueva protagonista de sus historias. Viendo que Fame y May están avanzando en su relación, él está a punto de darse por vencido en su amor y solo continuar apoyandola. Finalmente decide cambiar su destino y luchar por la chica que ama.[cita requerida]

## Elenco

### Principal
- Sutatta Udomsilp (สุทัตตา อุดมศิลป์) como May Nhai.
- Thiti Mahayotaruk (ธิติ มหาโยธารักษ์) como Pong.
- Thanapob Leeratanakajorn (ธนภพ ลีรัตนขจร) como Fame.

### Reparto
- Narikun Ketprapakorn Como Ming.
- Kanyawee Songmuang Como May (animadora #6).
- Narupornkamol Chaisang Como animadora #5.
- Punsikorn Tiyakorn Como animadora #2.
- Nichapat Charurattanawaree Como animadora #1.

## Producción
El título May Who? deriva de una expresión utilizada en Tailandia, dónde May es el nombre femenino más común. Las personas dicen May Who? cuando no saben de cuál chica se está hablando. Se esperaba que la película fuese estranada cinco meses antes, pero la inclusión de 10 minutos de animación en la película causó el retraso. Se estrenó el 1 de octubre de 2015, menos de un mes después de que GTH  estrenase la película Freelance.
May Who? es la película de regreso del director Chayanop Boonprakob después del éxito de su primer largometraje SuckSeed en 2011. Si SuckSeed fue inspirada en el amor por la música de Boonprakob, May Who? fue inspirada en su pasión por el cómic y la animación. De hecho, la línea de la historia de la película se basa en su adolescencia. Él dijo: "mantuve un diario y también dibujé historietas, especialmente cuando me había enamorado de una chica. En ese momento no tenía una cámara para tomarle una foto y no podía ver su vida porque Facebook no existía... Esta experiencia se convirtió en mi inspiración para la creación del personaje de Pong." Comentó sobre la forma en que los adolescentes se comparan a sí mismos a los demás porque se sienten insatisfechos con lo que tienen: "Pong carece de confianza y es un don nadie en la escuela, pero es sensible a los sentimientos de quienes lo rodean. Esto le permite dibujar los pequeños detalles en sus ilustraciones, y creo que este es el encanto de Pong." También adaptó de Hollywood la imagen de superhéroes, que se adapta tanto a la cultura Tailandesa y como al presupuesto de la película.

## Promoción
El reparto y equipo de May Who? visitó diferentes sitios para promover la película con la esperanza de lograr ฿80,000,000 (alrededor de $2,241,433) netos. Los locales incluyeron el centro comercial Siam Paragon y CentralWorld. Sutatta Udomsilp no fue capaz de unirse a las promociones debido a una suspensión posterior a su implicación en un incidente en Japón.

## Premios y nominaciones
| Año  | Premio                                                 | Categoría                       | nominado                                                                             | Resultado |
| ---- | ------------------------------------------------------ | ------------------------------- | ------------------------------------------------------------------------------------ | --------- |
| 2015 | Daradaily Los Premios Grandes 5                        | Actriz de cine del año          | Sutatta Udomsilp                                                                     | Ganado    |
| 2015 | Bioscope Premios 2015                                  | Rendimiento del Año             | Thiti Mahayotaruk                                                                    | Ganado    |
| 2016 | Tailandia Premios de Asociación de Película Nacionales | mejor actor                     | Thiti "Banco" Mahayotaruk                                                            | Nominado  |
| 2016 | Tailandia Premios de Asociación de Película Nacionales | mejor actriz                    | Sutatta Udomsilp                                                                     | Nominado  |
| 2016 | Tailandia Premios de Asociación de Película Nacionales | mejor actor de reparto          | Thanapob Leeratanakajorn                                                             | Nominado  |
| 2016 | Tailandia Premios de Asociación de Película Nacionales | mejor actriz de reparto         | Narikun Ketprapakorn                                                                 | Nominado  |
| 2016 | Tailandia Premios de Asociación de Película Nacionales | mejor director                  | Chayanop Boonprakob                                                                  | Nominado  |
| 2016 | Tailandia Premios de Asociación de Película Nacionales | mejor guion                     | Chayanop Boonprakob, Vasuthorn Piyarom, Nottapon Boonprakob, Thodsapon Thiptinnakorn | Nominado  |
| 2016 | Tailandia Premios de Asociación de Película Nacionales | mejor dirección de arte         | Arkadech Keawkotr                                                                    | Nominado  |
| 2016 | Tailandia Premios de Asociación de Película Nacionales | mejor diseño de vestuario       | Suthee Muenwaja                                                                      | Nominado  |
| 2016 | Tailandia Premios de Asociación de Película Nacionales | mejor sonido                    | Kantana Laboratorio de sonido                                                        | Nominado  |
| 2016 | Tailandia Premios de Asociación de Película Nacionales | mejor edición                   | Panayu Kunvanlee                                                                     | Nominado  |
| 2016 | Tailandia Premios de Asociación de Película Nacionales | mejores efectos visuales        | Nominado                                                                             |           |
| 2016 | Tailandia Premios de Asociación de Película Nacionales | mejor canción original          | "Nhai Nhai"                                                                          | Nominado  |
| 2016 | Tailandia Premios de Asociación de Película Nacionales | mejor puntuación                | Hualampong Riddim                                                                    | Nominado  |
| 2016 | Asociación de Director de Película tailandesa Premios  | mejor fotografía                | Mayo Que?                                                                            | Nominado  |
| 2016 | Asociación de Director de Película tailandesa Premios  | mejor directo de cinematografía | Chayanop Boonprakob                                                                  | Nominado  |
| 2016 | Asociación de Director de Película tailandesa Premios  | mejor actriz principal          | Sutatta Udomsilp                                                                     | Ganado    |
| 2016 | Asociación de Director de Película tailandesa Premios  | mejor actor de reparto          | Thanapob Leeratanakajorn                                                             | Ganado    |
| 2016 | Asociación de Director de Película tailandesa Premios  | mejor actriz de reparto         | Narikun Ketprapakorn                                                                 | Nominado  |
| 2016 | Premios de Asamblea de Críticos de Bangkok             | mejor actor                     | Thiti Mahayotaruk                                                                    | Nominado  |
| 2016 | Premios de Asamblea de Críticos de Bangkok             | mejor actriz                    | Sutatta Udomsilp                                                                     | Nominado  |
| 2016 | Premios de Asamblea de Críticos de Bangkok             | mejor actor de reparto          | Thanapob Leeratanakajorn                                                             | Nominado  |
| 2016 | Premios de Asamblea de Críticos de Bangkok             | mejor actriz de reparto         | Narikun Ketprapakorn                                                                 | Nominado  |
| 2016 | Premios de Asamblea de Críticos de Bangkok             | mejor guion                     | Chayanop Boonprakob, Vasuthorn Piyarom, Nottapon Boonprakob, Thodsapon Thiptinnakorn | Nominado  |
| 2016 | Premios de Asamblea de Críticos de Bangkok             | ลำดับภาพยอดเยี่ยม                  | โดย ปนายุ คุณวัลลี                                                                       | Nominado  |
| 2016 | Premios de Asamblea de Críticos de Bangkok             | ดนตรีประกอบยอดเยี่ยม               | โดย หัวลำโพงริดดิม และ วิชญ วัฒนศัพท์                                                       | Nominado  |